# 陶波湖
陶波湖（毛利語/英語：Lake Taupo），面積約616平方公里，湖岸長193公里，是紐西蘭占地面積最大淡水湖。是懷卡托河的源頭。
陶波湖其實是一個火山口湖，是在約26,500年前的一次火山爆發後所形成的。該次火山爆發在分級上列為火山爆發指數第8級，屬於超級火山，爆發後會嚴重威脅地球上所有生物。
陶波市區位於新西蘭最大城市奧克蘭市以南462公里，行車時間約為4小時30分，可選擇自駕遊，也可以乘坐飛機，火車或長途巴士前往。

## 伸延閱讀
- Ben G. Mason; David M. Pyle; Clive Oppenheimer. . Bulletin of Volcanology. 2004, 66 (8): 735–748. Bibcode:2004BVol...66..735M. S2CID 129680497. doi:10.1007/s00445-004-0355-9.
- . 全球火山作用计划. 史密森尼学会.

## 外部連結
- Great Lake Taupō Official Visitor Information Website （页面存档备份，存于）
- Tūrangi and Lake Taupō Website （页面存档备份，存于）
- Lake Taupō Webcam
- Lake Taupō （页面存档备份，存于） at the Waikato Regional Council
- Lake Taupō area （页面存档备份，存于） at the Department of Conservation